# The Chemical Record
The Chemical Record, скорочено Chem. Rec. — науковий журнал, який з 2001 року видає Wiley-VCH від імені Японського хімічного товариства. Журнал містить шість номерів на рік. Публікуються статті з усіх галузей хімії.
Імпакт-фактор у 2020 році склав 6,771. Згідно зі статистичними даними Web of Science, цей імпакт-фактор ставить журнал на 39 місце серед 178 журналів у категорії «Мультидисциплінарна хімія».